# أندرو شاندلير
أندرو شاندلير (بالإنجليزية: Andrew Chandler)‏ هو لاعب غولف بريطاني، ولد في 1953.

## وصلات خارجية
- أندرو شاندلير على موقع رابطة أوروبا للاعبي الغولف المحترفين (الإنجليزية)